# Ильмень-Суворовский
Ильмень-Суворовский — хутор в Октябрьском районе Волгоградской области России, административный центр Ильменского сельского поселения.

## История
Дата основания не установлена. Под названием хутор Ильменской впервые обозначен на карте 1812 года. Хутор относился к юрту станицы Кобылянской Второго Донского округа области войска Донского. Согласно Списку населённых мест Земли Войска Донского в 1859 году в станице имелось 50 дворов, проживало 121 душа мужского и 130 женского пола. Согласно Списку населённых мест области Войска Донского в 1873 году в хуторе проживало 168 душа мужского и 191 женского пола. Согласно переписи населения 1897 года в хуторе проживало 224 души мужского и 219 женского пола.
К 1915 году в хуторе Ильменском имелись 76 дворов, церковь, школа, паровая мельница, проживало 229 души мужского и 250 женского пола.
В 1920 году, как и другие населённые пункты Второго Донского округа, хутор включён в состав Царицынской губернии. Хутор являлся административным центром Ильмень-Суворовского сельсовета. В 1928 году хутор включён в состав Нижне-Чирского района Сталинградского округа (округ упразднён в 1930 год) Нижневолжского края (с 1934 года - Сталинградского края, с 1936 года - Сталинградской области) В 1951 году в связи с ликвидацией Нижне-Чирского района передан в состав Ворошиловского района Сталинградской области (Октябрьского района Волгоградской области). С 1959 года - в составе Шебалиновского сельсовета. В 1964 году - включён в состав Ново-Аксайского сельсовета. С 1985 года - административный центр Ильменского сельсовета.

## Общая физико-географическая характеристика
До заполнения Цимлянского водохранилища хутор располагался на берегу озера Ильмень. В настоящее время хутор расположен в степи, на восточном берегу Цимлянского водохранилища, на высоте 60 метра над уровнем моря. Рельеф местности холмисто-равнинный, местность имеет значительный уклон по направлению к берегу водохранилищу, пересечена многочисленными балками и оврагами. Почвенный покров комплексный: распространены каштановые солонцеватые и солончаковые почвы и солонцы (автоморфные).
По автомобильным дорогам расстояние до областного центра города Волгограда составляет 200 км, до районного центра посёлка Октябрьский — 64 км.
Климат
Климат умеренный континентальный (согласно классификации климатов Кёппена климат характеризуется как Dfa). Температура воздуха имеет резко выраженный годовой ход. Среднегодовая температура положительная и составляет + 8,8 °С, средняя температура января −6,3 °С, июля +24,0 °С. Расчётная многолетняя норма осадков — 384 мм, наибольшее количество осадков выпадает в июне (41 мм) и декабре (40 мм), наименьшее в феврале, марте и октябре (по 25 мм).
Часовой пояс
Ильмень-Суворовский, как и вся Волгоградская область, находится в часовой зоне МСК (московское время). Смещение применяемого времени относительно UTC составляет +3:00.

## Население
Динамика численности населения по годам:
| 2002 |
| ---- |
| 980  |

| 1859 | 1873 | 1897 | 1915 | 2010 |
| ---- | ---- | ---- | ---- | ---- |
| 151  | ↗339 | ↗443 | ↗479 | ↗787 |